# Обердішинген
Обердішинген (нім. Oberdischingen) — громада в Німеччині, знаходиться в землі Баден-Вюртемберг. Підпорядковується адміністративному округу Тюбінген. Входить до складу району Альб-Дунай.
Площа — 8,84 км2. Населення становить 2196 ос. (станом на 31 грудня 2020).